# انتخابات ۲۰۲۲ هند
انتخابات در هند در سال ۲۰۲۲ شامل انتخاب دفتر رئیس‌جمهور هند، معاون رئیس‌جمهور هند، انتخابات میان دوره ای لوک سبها ، انتخابات راجیا سبها ، انتخابات مجامع قانونگذاری ایالتی ۷ (هفت) ایالت، توسط- انتخابات مجامع قانونگذاری ایالتی و بسیاری از انتخابات و انتخاباتهای میان دوره ای شوراهای قانونگذاری ایالتی و نهادهای محلی.